# Ohrazení

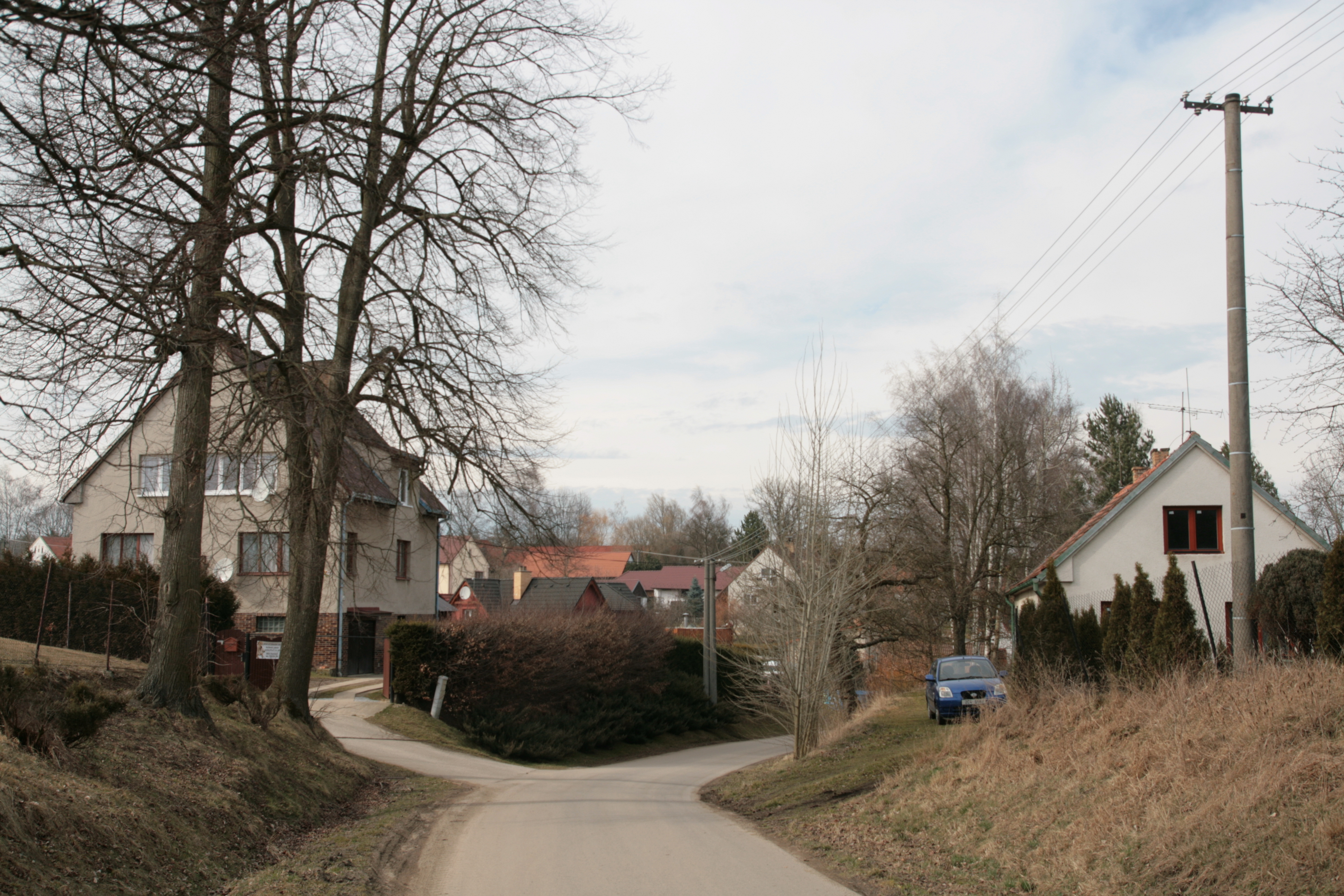
Straße nach Ohrazení

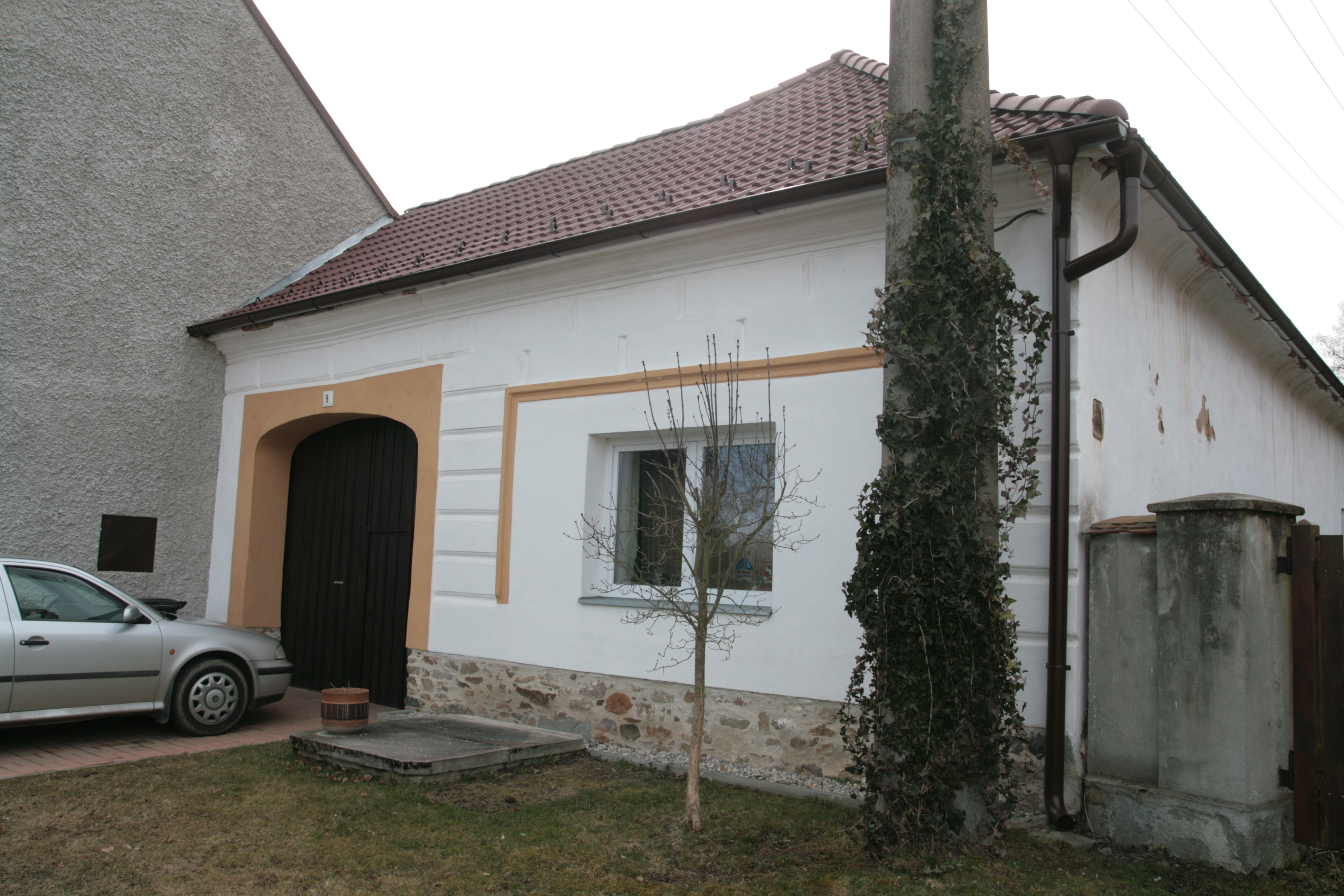
Haus Nr. 9

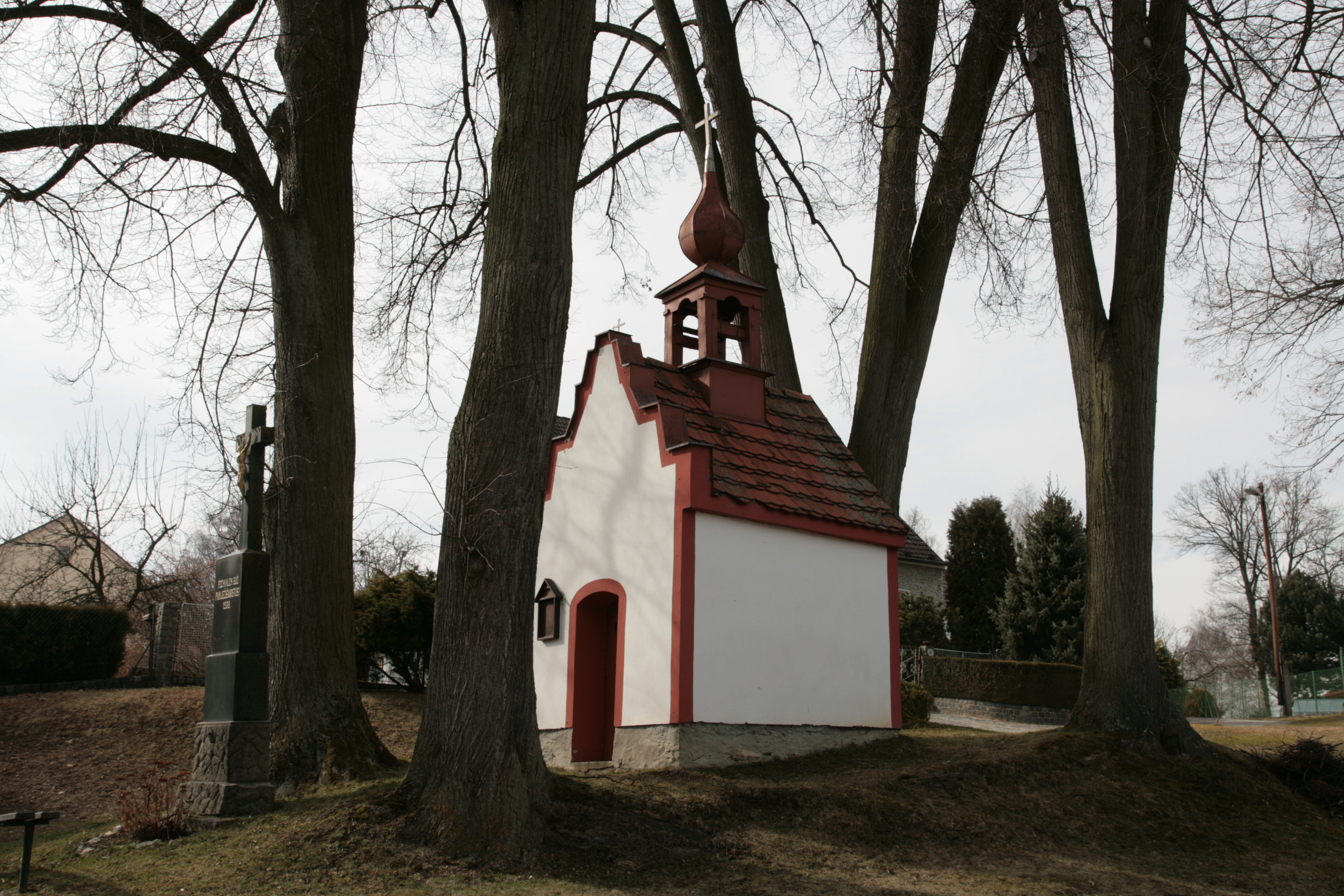
Kapelle St. Peter und Paul

Ohrazení, bis 1950 České Ohrazení, (deutsch Böhmisch Baumgarten) ist ein Ortsteil der Minderstadt Ledenice (Ledenitz) in Tschechien. Er liegt zweieinhalb Kilometer nordwestlich von Ledenice und gehört zum Okres České Budějovice.

## Geographie
Das Platzdorf Ohrazení befindet sich am südöstlichen Fuße des Hügels Hravby (553 m n.m.) im Quellgebiet eines kleinen Baches im Süden der Lischauer Schwelle (Lišovský práh). Im Südosten erhebt sich der Za kotkem (541 m n.m.). Gegen Westen erstreckt sich der Wald Jesení. Südlich des Dorfes verläuft die Staatsstraße II/157 zwischen Budweis und Ledenice.
Nachbarorte sind U Votavů, Kaliště (Kalischt), Jednota, Dvůr Ortvínovice (Urtinowitz) und Zvíkov (Zwikow) im Norden, Zaliny (Salin) und Slavošovice (Slaboschowitz) im Nordosten, Mladošovice (Mladoschowitz) im Osten, Ledenice im Südosten, Ohrazeníčko (Deutsch Baumgarten) im Süden, Zborov (Sborow) und Na Štětkách im Südwesten, U Šoupných und Srubec (Strups) im Westen sowie Stará Pohůrka (Bucharten) und Třebotovice (Trebotowitz) im Nordwesten.

## Geschichte
Das Dorf wurde wahrscheinlich im 14. Jahrhundert gegründet und gehörte ursprünglich zu den Besitzungen der Herren von Landstein auf Ledenitz. Die erste urkundliche Erwähnung erfolgte am 16. Oktober 1374 als Wilhelm von Landstein auf Lipnitz das Dorf an den Altaristen des St. Peter und Pauls Altars in der Budweiser Pfarrkirche verpachtete. Nachdem die Witwe des Witiko von Landstein, Katharina, das Dorf dem Altaristen vorenthielt, entschied das Prager Erzbischöfliche Amt im Jahre 1387 auf Herausgabe und beauftragte den Ledenitzer Burggrafen Andreas damit. Später ersaß die Stadt Budweis den größten Teil des Dorfes, dieser wurde ihr 1563 in der Landtafel zugeschrieben. Der andere Anteil gehörte zum Augustiner-Chorherrenstift Forbes und dann zum Gut Ledenitz der Herrschaft Wittingau. In U Císaře betrieb die Stadt Budweis im 16. Jahrhundert einen Steinbruch; das Gestein wurde zum Bau des Schwarzen Turms und Stadthäusern verwendet. Im Zuge der Erneuerung der während der Hussitenkriege erloschenen Pfarrei Ledenitz durch den neuen Prager Erzbischof Ernst Adalbert von Harrach wurde Böhmisch Baumgarten 1623 als eines der neun nach Ledenitz eingepfarrten Dörfer aufgeführt. Im Jahre 1788 bestand Böhmisch Baumgarten aus 16 Häusern, von denen vier zur Herrschaft Wittingau gehörten.
Im Jahre 1840 bestand das im Budweiser Kreis gelegene Dorf Böhmisch-Baumgarten bzw. Česky Ohraženj aus 23 Häusern mit 145 tschechischsprachigen Einwohnern. Zum Budweiser Anteil gehörten 19 Häuser, die übrigen vier zur Herrschaft Wittingau. Pfarrort war Ledenitz. Bis zur Mitte des 19. Jahrhunderts blieb Böhmisch-Baumgarten zwischen der Stadt Budweis und der Fideikommissherrschaft Wittingau geteilt.
Nach der Aufhebung der Patrimonialherrschaften bildete České Ohražení / Böhmisch-Baumgarten ab 1850 einen Ortsteil der Gemeinde Strubec / Strups im Gerichtsbezirk Budweis. 1868 wurde České Ohražení dem Bezirk Budweis zugeordnet. Im Jahre 1869 bestand České Ohražení aus 26 Häusern und hatte 172 Einwohner. Im Jahre 1900 hatte České Ohražení 175 Einwohner, 1910 waren es 185.
Nach dem Ersten Weltkrieg zerfiel der Vielvölkerstaat Österreich-Ungarn, Německé Ohražení wurde 1918 Teil der neu gebildeten Tschechoslowakischen Republik. Im Jahre 1920 löste sich České Ohražení von Strubec los und bildete eine eigene Gemeinde. Beim Zensus von 1921 lebten in den 35 Häusern des Dorfes 188 Tschechen. Der Gemeindename wurde 1924 in České Ohrazení abgeändert. 1930 lebten in den 37 Häusern von České Ohrazení 183 Personen. Nach dem Münchner Abkommen verblieb České Ohrazení / Böhmisch Baumgarten im Oktober 1938 bei der Tschechoslowakei; zwischen 1939 und 1945 gehörte das Dorf zum Protektorat Böhmen und Mähren. Nach dem Ende des Zweiten Weltkrieges kam České Ohrazení zur wiedererrichteten Tschechoslowakei zurück. 1949 wurde das Dorf Teil des neu gebildeten Okres České Budějovice-okolí. 1950 bestand České Ohrazení aus 38 Häusern und hatte 141 Einwohner. Im selben Jahre erfolgte die Umbenennung in Ohrazení. Im Zuge der Gebietsreform von 1960 wurde Ohrazení dem Okres České Budějovice zugeordnet, zugleich erfolgte die Eingemeindung nach Zborov. Im Jahre 1970 lebten in den 31 Häusern von Ohrazení 120 Personen. Seit 1976 gehört Ohrazení zur Gemeinde Ledenice. 1991 lebten in den 44 Häusern des Dorfes 86 Personen. Beim Zensus von 2011 hatte Ohrazení 125 Einwohner und bestand aus 50 Wohnhäusern.

## Ortsgliederung
Zu Ohrazení gehören die Einschichten U Čápa und U Císaře. Der Ortsteil bildet einen Katastralbezirk.

## Sehenswürdigkeiten
- Kapelle St. Peter und Paul, auf dem Dorfplatz, errichtet im 19. Jahrhundert
- Steinernes Kreuz vor der Kapelle, geschaffen 1938
- Einige Grenzsteine aus dem 17. Jahrhundert. Am originalen Standort befindet sich nur die Kopie eines Stein aus dem Jahre 1670 an der Staatsstraße II/157 vor der Einschicht U Čápa.
- Bildstock
- Mehrere Flurkreuze
- Naturdenkmal Ohrazení, von einem Bach durchflossene Feuchtwiese nordöstlich des Dorfes, sie wurde 1991 auf einer Fläche von 4,1 ha unter Schutz gestellt.

## Persönlichkeiten
Aus Ohrazení stammen die Vorfahren des Wiener Arztes Herbert Pexa (1927–2015). Als Lokalhistoriker beschäftigte er sich intensiv mit der südböhmischen Region, 1991 wurde er zum Ehrenbürger von Ledenice ernannt.